# Ousmane Dramé
Pour les articles homonymes, voir Dramé.
Ousmane Dramé, né le 25 août 1992 à Paris, est un footballeur français qui évolue au poste d'attaquant dans le club portugais du CD Cova da Piedade.

## Biographie
Formé à l'EA Guingamp, Ousmane Dramé quitte la France où il signe en 2010 pour le club italien du Calcio Padoue. Après plusieurs prêts, il rejoint le SC Portugal en 2014, puis le Moreirense FC deux ans plus tard.
En septembre 2018, il s'engage avec le CF Belenenses jusqu'en juin 2020.